# Front El Moustakbal
Ne doit pas être confondu avec Al Moustakbal ou Al-Moustaqbal.
Le Front El Moustakbal (FM, en français « Front de l'avenir » ; arabe : جبهة المستقبل) est un parti politique algérien fondé par Abdelaziz Belaïd le 9 février 2012. 
Son slogan est « Dialogue, stabilité et développement ».

## Histoire

### Prises de position
Dans la période qui suit la démission d'Abdelaziz Bouteflika, le 18 avril 2019, Abdelaziz Belaid accepte d'être reçu par le chef de l'État par intérim, Abdelkader Bensalah. 
Il indique quelques jours plus tard qu'il s'en tient pour sa part à une application stricte de la Constitution, rejetant ainsi toute forme de transition et se déclarant prêt à participer à l'élection présidentielle prévue initialement le 4 juillet 2019.

### Présidents
En janvier 2024, Fateh Boutbig succède à Abdelaziz Belaïd au poste de président.

## Résultats électoraux

### Élections présidentielles
| Année | Candidat         | 1er tour | 1er tour | 1er tour |
| Année | Candidat         | Voix     | %        | Rang     |
| ----- | ---------------- | -------- | -------- | -------- |
| 2014  | Abdelaziz Belaïd | 328 030  | 3,06     | 3e       |
| 2019  | Abdelaziz Belaïd | 568 000  | 6,67     | 5e       |

### Élections législatives
| Année | Résultats | Résultats | Sièges   | Rang |
| Année | Voix      | %         | Sièges   | Rang |
| ----- | --------- | --------- | -------- | ---- |
| 2012  | 174 708   | 1,87      | 2 / 462  | 18e  |
| 2017  | 265 564   | 4,11      | 14 / 462 | 5e   |
| 2021  | 153 987   | 3,34      | 48 / 407 | 4e   |